# Campionat d'escacs d'Àustria
El Campionat d'escacs d'Àustria és un torneig d'escacs organitzat per la Federació Austríaca d'Escacs (Österreichischer Schachbund), per determinar el campió del país.

## Campionats no oficials
| Any  | Lloc  | Guanyador                             |
| ---- | ----- | ------------------------------------- |
| 1921 | Viena | Fritz Sämisch                         |
| 1922 | Viena | Akiba Rubinstein                      |
| 1923 | Viena | Anton Schara                          |
| 1924 | Viena | Arthur Dünmann                        |
| 1925 | Viena | Albert Becker Siegfried Reginald Wolf |
| 1926 | Viena | Siegmund Beutum                       |

## Campionats oficials
| Any     | Lloc                  | Campió                           |
| ------- | --------------------- | -------------------------------- |
| 1929    | Innsbruck             | Erich Eliskases Eduard Glass     |
| 1930    | Graz                  | Franz Kunert                     |
| 1931    | Bregenz               | Herbert Berghofer Karl Palda     |
| 1933    | Viena                 | Immo Fuss                        |
| 1934    | Viena                 | David Podhorzer                  |
| 1936    | Semmering[1]          | Erich Eliskases                  |
| 1937    | Semmering[1]          | Erich Eliskases                  |
| 1947    | Ischl                 | Leopold Lenner                   |
| 1948    | Horn                  | Karl Galia                       |
| 1949    | Eferding              | Josef Platt                      |
| 1950    | Melk                  | Rudolf Palme                     |
| 1951    | Viena                 | Josef Lokvenc Thaddäus Leinweber |
| 1952    | Steyr                 | Karl Poschauko                   |
| 1953    | Wolfsberg             | Josef Lokvenc                    |
| 1954    | Baden bei Wien        | Andreas Dückstein                |
| 1955    | Prein                 | Franz Auer                       |
| 1956    | Prein                 | Andreas Dückstein                |
| 1957    | St. Johann in Tirol   | Franz Auer                       |
| 1958    | Ripp/Hallein          | Alexander Prameshuber            |
| 1960    | Prein                 | Karl Robatsch                    |
| 1963    | Ottenstein            | Wilhelm Schwarzbach              |
| 1965    | Ottenstein            | Philipp Struner                  |
| 1967    | Graz                  | Karl Janetschek                  |
| 1969    | Haag                  | Karl Röhrl                       |
| 1971    | Hartberg              | Karl Röhrl                       |
| 1973    | Loeben                | Karl Janetschek                  |
| 1975    | Mösern ob Telfs       | Franz Hölzl                      |
| 1977    | Mösern ob Telfs       | Andreas Dückstein                |
| 1979    | Lienz                 | Adolf Herzog                     |
| 1981    | Lienz                 | Franz Hölzl                      |
| 1983    | Seckau                | Adolf Herzog                     |
| 1985    | Wolfsberg             | Josef Klinger                    |
| 1987    | Semriach              | Egon Brestian                    |
| 1989    | Bad Schallerbach      | Alexander Fauland                |
| 1991    | St. Lambrecht         | Reinhard Lendwai                 |
| 1993    | Gamlitz               | Josef Klinger                    |
| 1994    | Leibnitz              | Alexander Fauland                |
| 1995    | Voitsberg             | Nikolaus Stanec                  |
| 1996    | Leibnitz              | Nikolaus Stanec                  |
| 1997    | Mösern                | Nikolaus Stanec                  |
| 1998    | Tenneck/Werfen        | Nikolaus Stanec                  |
| 1999    | Viena                 | Nikolaus Stanec                  |
| 2000    | Frohnleiten           | Nikolaus Stanec                  |
| 2001    | Mureck                | Siegfried Baumegger              |
| 2002    | Oberpullendorf        | Nikolaus Stanec                  |
| 2003    | Hartberg              | Nikolaus Stanec                  |
| 2004    | Hartberg              | Nikolaus Stanec                  |
| 2005    | Gmunden               | Nikolaus Stanec                  |
| 2006    | Köflach               | Eva Moser                        |
| 2007[2] | Tweng                 | Siegfried Baumegger              |
| 2008[3] | Leoben                | Markus Ragger                    |
| 2009    | Jenbach               | Markus Ragger                    |
| 2010[4] | Viena                 | Markus Ragger                    |
| 2011[5] | Linz                  | Georg Fröwis                     |
| 2012[6] | Zwettl                | David Shengelia                  |
| 2013    | Feldkirch             | Peter Schreiner                  |
| 2014    | Feistritz an der Drau | Mario Schachinger                |
| 2015    | Pinkafeld             | David Shengelia                  |
| 2016    | St.Johann im Pongau   | Georges Fröwis                   |
| 2017    | Graz                  | Andreas Diermair                 |
| 2018    | Viena                 | Nikolas Stanec                   |
| 2019    | Viena                 | Nikolas Stanec                   |
| 2020    | Graz                  | Valentin Dragnev                 |
| 2021    | Innsbruck             | Markus Ragger                    |
| 2022    | Viena                 | Felix Blohberger                 |
| 2023    | Viena                 | Siegfried Maumegger              |
| 2024    | Linz                  | Valentin Dragnev                 |

## Campiones oficials (femenines)
| Any     | Lloc                  | Campiona                            |
| ------- | --------------------- | ----------------------------------- |
| 1950    | Melk                  | Salome Reischer                     |
| 1951    | Viena                 | Gertrude Wagner                     |
| 1952    | Graz                  | Salome Reischer                     |
| 1953    | Horn                  | Alfreda Hausner                     |
| 1954    | Pöchlarn              | Salome Reischer                     |
| 1955    | Viena                 | Berta Zebinger                      |
| 1956    | Judenburg             | Inge Kattinger                      |
| 1958    | Maria Anzbach         | Inge Kattinger                      |
| 1960    | Innsbruck             | Ida Salzmann                        |
| 1964    | Hartberg              | Inge Kattinger                      |
| 1966    | Mauerkirchen          | Wilma Samt                          |
| 1968    | Kirchberg             | Hermine Winninger                   |
| 1970    | Seggau                | Inge Kattinger Wilma Samt           |
| 1972    | Rohrbach              | Wilma Samt                          |
| 1974    | Gloggnitz             | Gertrude Schoißwohl                 |
| 1976    | Krems                 | Alfreda Hausner                     |
| 1978    | Feldkirch             | Margit Hennings                     |
| 1980    | Eggenburg             | Margit Hennings                     |
| 1982    | Nüziders              | Margit Hennings                     |
| 1984    | Kötschach-M.          | Helene Mira                         |
| 1986    | Kirchberg a. W.       | Jutta Borek                         |
| 1988    | Lienz                 | Jutta Borek                         |
| 1990    | Braunau               | Maria Horvath                       |
| 1992    | Neumarkt              | Jutta Borek                         |
| 1994    | Grieskirchen          | Jutta Borek                         |
| 1996    | Grieskirchen          | Helene Mira                         |
| 1997    | Gallspach             | Sonja Sommer                        |
| 1998    | Tenneck               | Ursula Fraunschiel                  |
| 1999    | Viena                 | Margit Krasser                      |
| 2000    | Frohnleiten           | Sonja Sommer                        |
| 2001    | Mureck                | Helene Mira                         |
| 2002    | Oberpullendorf        | Helene Mira                         |
| 2003    | Hartberg              | Anna-Christina Kopinits             |
| 2004    | Hartberg              | Helene Mira                         |
| 2005    | Gmunden               | Sonja Sommer                        |
| 2006    | Köflach               | Anna-Christina Kopinits Helene Mira |
| 2007[2] | Tweng                 | Anna-Christina Kopinits             |
| 2008    | Leoben                | Anna-Christina Kopinits             |
| 2009    | Jenbach               | Anna-Christina Kopinits             |
| 2010    | Viena                 | Eva Moser                           |
| 2011    | Linz                  | Eva Moser                           |
| 2012    | Zwettl                | Anna-Christina Kopinits             |
| 2013    | Feldkirch             | Veronika Exler                      |
| 2014    | Feistritz an der Drau | Barbara Teuschler                   |
| 2015    | Pinkafeld             | Khatarina Newrkla                   |
| 2016    | St. Johann im Pongau  | Anna.Lena Schnegg                   |
| 2017    | Graz                  | Anna-Christina Kopinits             |
| 2018    | Viena                 | Veronika Exler                      |
| 2019    | Viena                 | Regina Theissi-Pokomá               |
| 2020    | Graz                  | Eizabeth Hapala                     |
| 2021    | Innsbruck             | Anna-Lena Schnegg                   |
| 2022    | Viena                 | Annika Fröwis                       |
| 2023    | Viena                 | Denise Trippold                     |
| 2024    | Linz                  | Khatarina Newrkla                   |

## Campions d'escacs per correspondència
1. Alexander Prameshuber (1950-1952)
2. Andreas Duckstein, Kurt Kaliwoda (1955-1956)
3. Oskar Kallinger (1957-1958)
4. Leopold Watzl, Alexander Schoisswohl (1958-1959)
5. Eugen Helm (1959-1961)
6. Engelbert Höllimger (1961-1963)
7. Josef Giselbrecht (1963-1965)
8. Friedrich Schätzel (1965-1967)
9. Egon Spitzenberger (1967-1968)
10. hans Ude (1968-1970)
11. George Danner (1971-1972)
12. Oskar Kallinger (1973-1974)
13. Egon Spitzenberger (1975-1976)
14. Wilhwlm Rupp (1977-1978)
15. Peter Roth (1979-1980)
16. Johann Nussbaumer (1981-1982)
17. Franz Juraczka (1983-1984)
18. Anton Strausz (1985-1986)
19. Josef Brandl (1987-1988)
20. Norbert sommerbauer (1989-1990)
21. Wolfgang Zugrav (1991-1992)
22. Herbert Wohlfahrt (1993-1994)
23. Siegfried Neuschmied (1995-1996)
24. Sven Teichmeister (1997-1998)
25. Wolfgang Humer (1999-2000)
26. Gerhard Stagl (2001-2003)
27. Rüdiger Löschnauer (2003-2004)
28. Rüdiger Löschnauer (2005-2007) [7]
29. Rüdiger Löschnauer (2009-2009) [8]
30. Rüdiger Löschnauer (2009-2011  [9]
31. Gerald Berghöfer (2011-2013) [10]
32. Wolfgang Zugrav (2014-2016) [11]
33. Hannes Rada (2017-2019) [12]
34. Wilfried Spiegel (2020-2022) [13]